# Aeroportul San Juan de la Maguana
Aeroportul San Juan de la Maguana (IATA: SJM, ICAO: MDSJ) este un aeroport din San Juan⁠(d), Provincia de San Juan⁠(d), Republica Dominicană.
Situat la o altitudine de 434 m, aeroportul dispune de o singură pistă.